# Stopka (województwo kujawsko-pomorskie)
Stopka – osada w Polsce położona w województwie kujawsko-pomorskim, w powiecie bydgoskim, w gminie Koronowo.

## Podział administracyjny
W latach 1975–1998 miejscowość administracyjnie należała do województwa bydgoskiego.

## Demografia
Według danych Urzędu Gminy Koronowo (XII 2015 r.) osada liczyła 327 mieszkańców.

## Drogi krajowe
Przez osadę prowadzi droga krajowa 25.